# Kanton Chamalières
Der Kanton Chamalières ist seit 1982 ein französischer Wahlkreis im Arrondissement Clermont-Ferrand im Département Puy-de-Dôme und in der Region Auvergne-Rhône-Alpes; sein Hauptort ist Chamalières.

## Gemeinden
Der Kanton besteht aus zwei Gemeinden mit insgesamt 22.011 Einwohnern (Stand: 2022) auf einer Gesamtfläche von 10,39 km²:
| Gemeinde           | Einwohner 1. Januar 2022 | Fläche km² | Dichte Einw./km² | Code INSEE | Postleitzahl |
| ------------------ | ------------------------ | ---------- | ---------------- | ---------- | ------------ |
| Chamalières        | 17.591                   | 3,77       | 4.666            | 63075      | 63400        |
| Royat              | 4.420                    | 6,62       | 668              | 63308      | 63130        |
| Kanton Chamalières | 22.011                   | 10,39      | 2.118            | 6308       | –            |

Bis zur Neuordnung bestand der Kanton nur aus der Gemeinde Chamalières.

## Bevölkerungsentwicklung
| Jahr                       | 1962   | 1968   | 1975   | 1982   | 1990   | 1999   | 2006   |
| Einwohner                  | 14.837 | 17.775 | 18.075 | 17.486 | 17.301 | 18.136 | 17.689 |
| Quellen: Cassini und INSEE |        |        |        |        |        |        |        |